# Coelichneumon kosempensis
Coelichneumon kosempensis là một loài tò vò trong họ Ichneumonidae.